# Joseph Gramley

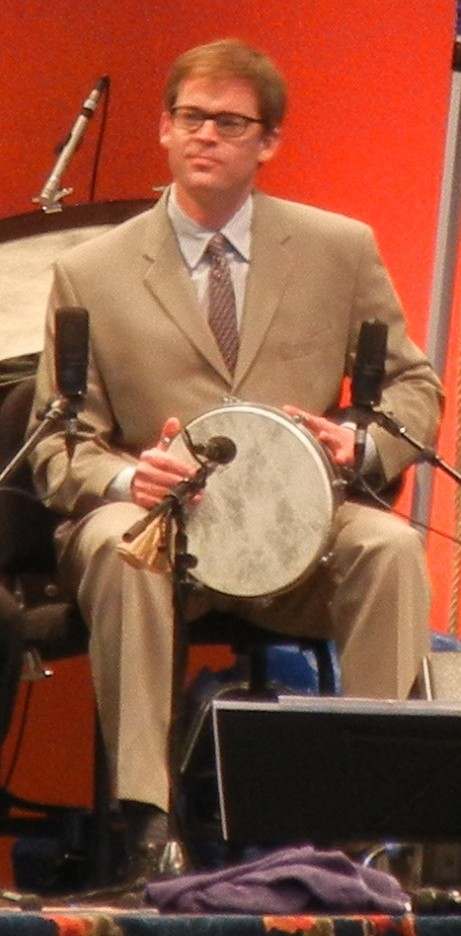
Joseph Gramley

Joseph Gramley (* 1970) ist ein US-amerikanischer Perkussionist und Komponist.
Nach dem Besuch der Interlochen Arts Academy studierte Gramley an der University of Michigan bei Michael Udow und Salvatore Rabbio, am Tanglewood Institute, am Mozarteum in Salzburg und an der Juilliard School of Music bei Gordon Gottlieb und Daniel Druckman. Er debütierte als Solist mit dem Houston Symphony Orchestra und trat 1994 in der Weill Recital Hall der Carnegie Hall auf.
Nach dem Studium spielte Gramley Aufnahmen mit der Ethos Percussion Group ein und reiste mit ihr durch die USA und Europa. Seit 2000 ist er Mitglied von Yo-Yo Mas Silk Road Ensemble. Er komponierte zwei Stücke für das Ensemble (Rio-nji, UA 2006 und Blue and White, UA 2007) und wirkte an dessen Alben When Strangers Meet, Beyond the Horizon, New Impossibilities und Off the Map mit.
Er war Solist bei der Aufführung von Tan Duns Oper The First Emporer an der Metropolitan Opera mit Plácido Domingo, begleitete Pierre-Laurent Aimard auf einer USA-Tournee und trat mit Musikern wie Renée Fleming, Glen Velez, Keiko Abe, Aretha Franklin, Elton John, George Benjamin und Bright Sheng auf. Weiterhin wirkte er an Aufführungen der Martha Graham Dance Company, der Merce Cunningham Dance Company und des New York City Ballet mit, war Solist, Kammermusiker und Orchestermusiker beim Spoleto Festival und arbeitete mit Orchestern wie dem Detroit Symphony Orchestra, dem Chicago Symphony Orchestra und dem Orchestre de Lyon zusammen.
Gramley unterrichtet an der University of Michigan und leitet deren Perkussionsensemble. Außerdem ist er Direktor der Juilliard Summer Percussion Seminars, die jedes Jahr im New Yorker Lincoln Center stattfinden.